# 파라고무나무
파라고무나무(Hevea brasiliensis)는 대극과에 속하는 낙엽수로서, 아마존강 유역이 원산지이다. 파라라는 이름은 브라질의 파라 주에서 따온 것이며, 현재에는 동남아시아, 특히 말레이시아가 주산지이다. 높이는 30m, 줄기의 지름은 60cm 정도이며, 나무껍질은 회갈색을 띤다.
잎은 긴 잎자루를 가지고 있는데, 건조기가 되면 붉게 물들어 떨어졌다가 우기가 가까워지면 다시 새 잎이 나온다. 이 무렵에 암·수가 다른 꽃이 핀다. 열매는 납작한 공 모양의 삭과로 익으면 갈라져서 3개의 종자가 떨어진다. 씨앗은 표면이 매끄러운 콩 모양으로 생겼는데, 지름이 1.5cm 정도이다. 나무 껍질에 특수한 나이프로 상처를 내면 즙액이 나오는데, 이것을 모아 산을 가하여 응고시키면 고무가 된다. 천연고무의 95-98%는 이 파라고무나무로 만들어진다.

## 참고 문헌
- 이 문서에는 다음커뮤니케이션(현 카카오)에서 GFDL 또는 CC-SA 라이선스로 배포한 글로벌 세계대백과사전의 내용을 기초로 작성된 글이 포함되어 있습니다.